# 3e arrondissement de Hô Chi Minh-Ville
Pour les articles homonymes, voir 3e arrondissement.
Le 3e arrondissement de Hô Chi Minh-Ville (vietnamien : Quận 3) est l’un des arrondissements de Hô Chi Minh-Ville, plus grande ville et capitale économique du Viêt Nam.

## Présentation
Elle abrite notamment la pagode Xá Lợi, qui est la plus grande de la ville. De nombreux bâtiments de style colonial français s'y trouvent toujours, comme l'église du Sacré-Cœur de Tan Dinh.